# Pseudochirulus larvatus
Pseudochirulus larvatus is een zoogdier uit de familie van de kleine koeskoezen (Pseudocheiridae). De wetenschappelijke naam van de soort werd voor het eerst geldig gepubliceerd door Förster & Rothschild in 1911.

## Voorkomen
De soort komt voor op Nieuw-Guinea.